# النعمان بن عبد السلام الأصبهاني
النعمان بن عبد السلام بن حبيب بن حطيط بن عقبة بن خثيم، أبو المنذر الأصبهاني، النيسابوري، البصري، التيمي أحد الفقهاء ومن رواة الحديث الثقات، أَصله من نيسابور وَنَقله أَبوهُ أَيَّام فتْنَة أبي مُسلم إِلَى أَصْبَهَان ثمَّ سَار بِهِ إِلَى الْبَصْرَة، يعد مفتي أصبهان وفقيهها وزاهدها له مصنفات. وكان على مذهب سفيان الثوري وجالس أبا حنيفة، وزفر بن الهذيل توفي سنة ثلاث وثمانين ومائة.

## روايته للحديث النبوي
حدث عن: ابن جريج وأبي حنيفة ومسعر وسفيان الثوري وشعبة بن الحجاج وعدة.
وعنه: ابنه محمد وعبد الرحمن بن مهدي وعفان وسليمان الشاذكوني ومحمد بن المنهال وعامر بن إبراهيم وصالح بن مهران ومحمد بن المغيرة وآخرون.

## أقوال العلماء فيه
الجرح والتعديل
- أبو حاتم الرازي: محله الصدق.
- أبو حاتم بن حبان البستي: ذكره في الثقات.
- أبو عبد الله الحاكم النيسابوري: ثقة مأمون.
- أبو نعيم الأصبهاني: أحد العباد الزهاد الفقهاء.
- ابن حجر العسقلاني: ثقة عابد فقيه.
- جمال الدين المزي: من أهل الثقة والأمانة، عابدا زاهدا.
- عبد الرحمن بن مهدي: الرجل الصالح.